# Геральдична корона
Коро́на — у геральдиці елемент герба. Поміщається на шолом або, як у державних гербах, прямо над щитом (наприклад, княжа корона в гербі Ліхтенштейна). Корона у гербі — найпоширеніший клас геральдичних знаків гідності, який вказує на феодальний статус володаря герба. Існує безліч різновидів корон, будь-яка з них може зустрітися в гербах, вміщена на шолом, над щитом чи над мантією.

## Таблиці

### Монарші
| Країна                   | Імператор | Король | Спадкоємець | Принц | Князь |
| ------------------------ | --------- | ------ | ----------- | ----- | ----- |
| Священна Римська Імперія | стара     | стара  |             |       |       |
| Священна Римська Імперія | нова      | нова   |             |       |       |
| Австрія                  |           |        |             |       |       |
| Британія                 |           |        |             |       |       |
| Данія                    |           |        |             |       |       |
| Іспанія                  |           |        |             |       |       |
| Норвегія                 |           |        |             |       |       |
| Польща                   |           |        |             |       |       |
| Португалія               |           |        |             |       |       |
| Росія                    |           |        |             |       |       |
| Франція                  |           |        |             |       |       |
| Швеція                   |           |        |             |       |       |

### Шляхетні
| Країна                   | Герцог | Маркіз | Граф  | Віконт | Відам | Барон | Пан   | Лицар |
| ------------------------ | ------ | ------ | ----- | ------ | ----- | ----- | ----- | ----- |
| Священна Римська Імперія | стара  |        | стара |        |       | стара | стара | стара |
| Священна Римська Імперія | нова   |        | нова  |        |       | нова  | нова  | нова  |
| Британія                 |        |        |       |        |       |       |       |       |
| Данія                    |        |        |       |        |       |       |       |       |
| Іспанія                  |        |        |       |        |       |       |       |       |
| Норвегія                 |        |        |       |        |       |       |       |       |
| Польща                   |        |        |       |        |       |       |       |       |
| Португалія               |        |        |       |        |       |       |       |       |
| Росія                    |        |        |       |        |       |       |       |       |
| Франція                  |        |        |       |        |       |       |       |       |
| Швеція                   |        |        |       |        |       |       |       |       |

## За країною

### Велике князівство Литовське, Руське (Українське) та Жемойтійське
В Речі Посполитій та Великому князівстві Литовському, Руському (Українському) та Жемойтійському в гербах використовувались наступні типи корон:
| Король | Великий князь | Князь | Шляхтич |

### Іспанія
У іспанській територіальній геральдиці використовуються 5 типів корон у вигляді замків: 

Провінція
Комарка
Місто
Містечко
Поселення

### Португалія

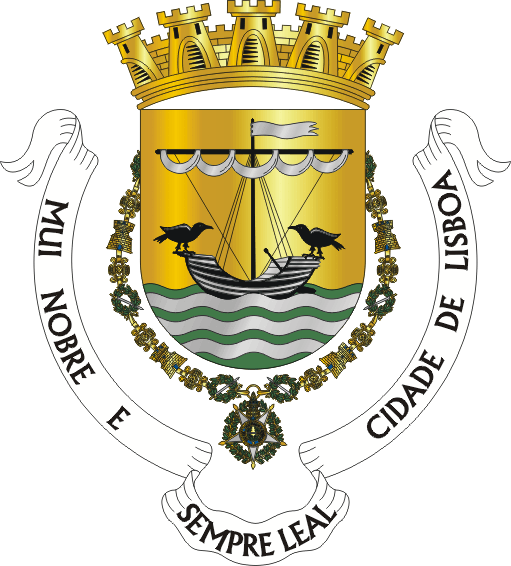
Герб Лісабона з короною

У португальській територіальній геральдиці використовуються 4 типи мурованих корон для різних типів населених пунктів: столична золота з 5 вежами; срібна міська з 5 вежами; срібна містечкова з 4 вежами; срібна сільська з 3 вежами.

Столична
Міська
Містечкова
Сільська

### Франція
У французькій територіальній геральдиці використовуються 3 типи корон у вигляді замків: 
- для столиці (золота з 5 вежами)
- для департаментів (золота з 4 вежами)
- для комун (золота з 3 вежами)

Столиця
Департамент
Комуна

### Україна
У «Методичних рекомендаціях з питань геральдики і прапорництва…» Українського геральдичного товариства зазначено, що герби міст, міських районів і селищ варто увінчувати міською мурованою короною з трьома зубцями. Для міст Києва і Севастополя та їхніх міських районів муровані корони золоті (1 на малюнку вгорі), для інших міст, міських районів і селищ — срібні (2). У гербах сіл рекомендується щит увінчувати:
- для історичних сіл, які колись мали міські права, — червоною міською мурованою короною з трьома зубцями (3);
- для решти — золотою сільською короною (з п'яти колосків) (5).

Подекуди використовується сільська корона з квітами соняшника (4).
Рекомендацій УГТ іноді не дотримуються через некомпетентність окремих виконавців і нерозуміння ними вимог системності: срібні міські корони можна зустріти і на гербах районів тощо.

### Інші країни
| Саудівська Аравія | Бахрейн  | Бутан   | Болгарія | Центральна Африка | Хорватія       | Єгипет    | Ефіопія    |
| Греція            | Угорщина | Іран    | Йорданія | Люксембург        | Марокко        | Мексика   | Монако     |
| Оман              | Польща   | Румунія | Таїланд  | Тонга             | Святий Престол | Югославія | Киргизстан |